# Gerald Eisenkopf
Gerald Eisenkopf (* 26. Juli 1973 in Ehringshausen) ist ein deutscher Wirtschaftswissenschaftler, Psychologe und Professor an der Universität Vechta. 

## Leben
Eisenkopf wuchs in Hackenheim auf. Als Schüler am Lina-Hilger-Gymnasium in Bad Kreuznach war er am Aufbau der Hilfsorganisation Schüler Helfen Leben beteiligt. Von 1995 bis 2001 studierte er mit einem Stipendium der Konrad-Adenauer-Stiftung Psychologie an der Freien Universität Berlin und der Universität Padua und erwarb zusätzlich einen Master in Management, Economics and International Relations an der Universität St Andrews. 2007 promovierte er bei Oliver Fabel im Fach Wirtschaftswissenschaften an der Universität Konstanz. Nach einer Post-Doc Tätigkeit bei Urs Fischbacher wurde er 2010 zum Juniorprofessor für Personalökonomik an der Universität Konstanz berufen. Seit 2016 ist Gerald Eisenkopf Professor für Betriebswirtschaftslehre mit dem Schwerpunkt Management sozialer Dienstleistungen an der Universität Vechta.
In seinen Forschungsprojekten untersucht er die betriebswirtschaftlichen Implikationen sozialer Präferenzen sowie die Verhaltenswirkung von ökonomischen Steuerungsinstrumenten. Dies geschieht zum einen im Rahmen experimenteller Grundlagenforschung als auch in verschiedenen Feldstudien, hier mit einem besonderen Anwendungsfokus auf den Bildungsbereich.